# Шевченко (Петропавловский район)
Шевченко (укр. Шевченка) — село,
Брагиновский сельский совет,
Петропавловский район,
Днепропетровская область,
Украина.
Код КОАТУУ — 1223881007. Население по переписи 2001 года составляло 350 человек.

## Географическое положение
Село Шевченко находится в 1-м км от правого берега реки Самара,
выше по течению на расстоянии в 2,5 км расположено село Зелёный Гай,
ниже по течению на расстоянии в 2,5 км расположено село Малониколаевка.
Река в этом месте извилистая, образует лиманы, старицы и заболоченные озёра.